# 2-cianoguanidină
2-cianoguanidina (denumită și diciandiamidă) este un nitril derivat de la guanidină. Este un dimer al cianamidei, din care poate fi obținută. 2-cianoguanidina este un solid incolor care este solubil în apă, acetonă și alcool, dar nu în solvenți organici nepolari.

## Obținere și utilizare
2-cianoguanidina este obținută prin tratarea cianamidei cu o bază. Este produsă și în sol prin descompunerea cianamidei. O gamă largă de compuși utili sunt produși din 2-cianoguanidină, guanidine și melamină. De exemplu, acetoguanamina și benzoguanamina sunt preparate prin condensarea cianoguanidinei cu nitrilul:
{\displaystyle {\ce {(H2N)2C=NCN + RCN -> (CNH2)2(CR)N3}}}
Cianoguanidina este folosită și ca îngrășământ. În trecut, a fost folosită pe post de combustibil al unor materiale explozive. Este utilizat în industria adezivilor ca agent de întărire pentru rășini epoxidice. 

## Proprietăți chimice
Există două forme tautomere, care diferă prin protonare și prin legarea atomului de azot de care este atașată gruparea nitrilică:
2-cianoguanidina poate exista, de asemenea, într-o formă zwitterionică, care se poate obține în urma unei reacții acido-bazice ce are loc la nivelul atomilor de azot:
Pierderea unei molecule de amoniac (NH3) din forma zwitterionică, urmată de deprotonarea atomului de azot central rămas, produce anionul dicianamidă, [N(CN)2] -.